# Лос-Серіллос (аеропорт)
Аеропорт Лос-Серіллос (IATA: ULC, ICAO: SCTI) — колишній аеропорт, був головним авіаційним об'єктом Сантьяго (Чилі), до 1967 року, коли було відкрито новий міжнародний аеропорт імені Артуро Меріно Бенітеса, а аеропорт Лос-Серіллос став другорядним і внутрішнім, але в 2006 році аеропорт зачинили назавжди.